# 藍血人 (衛斯理系列)
《藍血人》是倪匡筆下著名科幻小說衛斯理系列之一，是系列中首次出現的外星人。書中外星人的境遇，被認為是作者自況，藉景抒情。八零年代初期出版時，是單一本小說。九零年代後期出版時，由於全個故事篇幅極長，故此分為上、下兩本書，下半部故事名為《回歸悲劇》。
原著中曾敍述藍血人來自土星，但據《衛斯理回憶錄》中记载，衛斯理決定要把一切錯誤改善，所以藍血人的真正來源是土星衛星之一的土衛六。他們一緊張、開心、傷心，臉色便會變藍，就像地球人會臉紅一樣。
本故事亦曾經被改編成廣播劇，網劇、電影及電視節目。

## 故事角色
- 衛斯理 - 第一人稱故事主角，喜好冒險，好管閒事的年輕人。
- 方天 - 衛斯理的大學同學，腦波強到能逼人自殺。身上有著放射性元素的盒子能放出光線灼傷人，衛斯理也曾被其灼傷。某國太空總署的科學家，負責管理土星計畫中的太空船。
- 草田芳子 - 日本最有希望的滑雪選手，卻在受訓時，看見流藍色血的男人（方天），因而摔下山坡。
- 藤夫人 - 衛斯理下榻旅社的老闆娘。性格沉穩。
- 佐佐木博士 - 衛斯理在北海道旅店中的棋友，在衛斯理被灼傷後負責醫治衛斯理 ，在女兒季子失蹤後，委託衛斯理幫忙。
- 井上長老 - 月神會三大長老之一，窮凶極惡的老人，命令月神會眾追查入侵者衛斯理和納爾遜。
- 納爾遜 - 衛斯理好友，國際警察部隊高級幹部。年紀似乎比衛斯理大十來歲左右。
- 某國大使 - 為將硬金屬箱子運出東京，利用衛斯理，結果被衛斯理所騙，而交出硬金屬箱子，發現被騙後，坐著軍用卡車前來東京。深夜追蹤衛斯理，並加以綁架。結果又被再次說服合作。
- 井上五郎 - 月神會幹部。打算利用方天。
- 井上和雄 - 日本第一的企業家，家族的親戚井上五郎是月神會長老。
- 木村信 - 日本第一的精密工業工程師，意外被土星怪物獲殼依毒間附身。
- 山根勤二 - 木村信手下工程師，負責焊接硬金屬箱子。
- 佐佐木季子 - 方天的戀人，佐佐木博士的女兒，被擄至月神會總部。
- 梅希達 - 七君子黨的首領，受方天委託，搶奪硬金屬箱子，後來退出爭奪戰。
- 皮福 - 納爾遜的兒子，金髮的年輕人，研發出的通電觸媒『霧丸』，能產生大霧，與衛斯理共同掩護方天逃亡。
- 史蒂少校 - 方天的辯護律師。
- 齊飛爾將軍 - 火箭基地最高負責人，負責主持審問方天。

### 方天的來歷
方天是土星（葉李華撰寫的《衛斯理回憶錄》將之改為土衛六）的智慧生物。外型與地球人無異，只是血液是藍色的，並擁有極強的腦電波，可用作催眠別人之用，曾用之催眠見過他的血液顏色的人，令他們產生自殺的念頭。
方天與其同伴於地球18世紀進行太空航行，目的地是太陽，卻因隕星撞擊而意外流落到地球。日本有漁民誤以為其同伴是月神，遂創辦了月神會，及後發展成日本最大黑幫組織之一。
方天則在中國活動。因為在土星未見過戰爭，所以他盡可能地接近戰場。他曾指出太平天國的翼王石達開死前曾向他道出遺言。他與衛斯理就讀同一所大學。原著中未提及該大學的名稱，《衛斯理回憶錄》提到是燕京大學。
1960年代，加入美國太空總署，負責探索土星的計劃，實際上是想藉機返回自己的星球。但由於他曾改造過太空船，儘管沒有破壞太空船，其身份仍遭當局懷疑，因此被獲派假期，其間在日本北海道重遇衛斯理。他被月神會誤以為他是他們等待多年的月神。
最後，方天在發射火箭的基地，因消滅土星無形飛魔「獲殼依毒間」被誤會謀殺了納爾遜(衛斯理的好朋友)，審判時藉著衛斯理和小納的幫助下得以逃脫，成功登上火箭飛往土星。可是他抵達土星才發現，土星各個國家因不斷暗中試製禁用的毀滅性武器，土星人的腦部組織已被破壞，變成像章魚一樣的怪物，只得方天一人清醒。
原著中並無交代方天的生死下落，《衛斯理回憶錄》寫出方天仍然活在土星。

## 獲殼依毒間
在《藍血人》後半部《回歸悲劇》中提到，獲殼依毒間原在土星的一個衛星中活動，因為土星的光環而未能進入土星。可是隨着土星人科技的進步，當土星太空船到達衛星並回歸土星時，獲殼依毒間已經跟着太空船回到土星。獲殼依毒間可以說是一種入侵人思想控制人活動並在入侵同時令寄主死亡（只是內部的死亡，獲殼依毒間正控制寄主的一切活動）的一種「精神」，當離開寄主後，寄主會立刻死亡，並會根據寄主腦電波強弱而分裂繁殖。後來土星人研究出只要戴上一種可以釋放出陽離子的頭套便可防範獲殼依毒間的侵襲，因獲殼依毒間的剋星是陽離子。土星人方天曾比喻它為無形飛魔。
在小說中，一個獲殼依毒間透過方天的太空船來到地球，至少入侵了三個人：工廠廠長木村信、想炸毀月神會總部的一名青年、衛斯理的好友—納爾遜，並令他們死亡，另外據聞曾附上了希特勒身上。但由於地球人腦電波較土星人弱，所以獲殼依毒間並未能繁殖，令它想到回到土星。它入侵納爾遜後，便準備登上火箭回到土星，後被方天引進一間充滿陽離子的房間而滅亡。

## 改編作品
| 飾演方天的明星 | 年份   | 影視作品           | 簡介                                         | 備註                 |
| 配音員泰迪羅賓 | 1983年 | 香港電台廣播劇     | 衛斯理廣播劇                                 |                      |
| 配音員楊廣培   | 1987年 | 香港商業電台廣播劇 | 衛斯理廣播劇                                 |                      |
| 演員關芝琳     | 2002年 | 香港電影           | 衛斯理藍血人（The Wesley's Mysterious File） | 角色更名為「方天涯」 |
| 演員文詠珊     | 2018年 | 中國網絡劇         | 冒險王衛斯理                                 | 角色更名為「方天涯」 |

### 廣播劇
- 香港電台於1983年以粵語首播《藍血人》廣播劇，合共13集。
  - 監製：李安求；編導：梁繼璋
  - 配音：
    - 李學斌 　聲演　衛斯理
    - 泰迪羅賓 聲演　方天
    - 莫家駒 　聲演　納爾遜
    - 朱曼子 　聲演　草田芳子
    - 蔡雅各 　聲演　滑雪教練／皮福
    - 簡偉安 　聲演　林偉

  - 重溫 （页面存档备份，存于）

- 香港商業電台以粵語於1988年，週一至五每日下午三時正播出《藍血人》廣播劇，合共25集。為商台衛斯理廣播劇系列第廿九個故事。
  - 監製：金貴；改編：唐寧
  - 配音：
    - 朱子聰 　聲演　衛斯理
    - 楊廣培 　聲演　方天
    - 金貴 　　聲演　納森（原著為納爾遜）
    - 盧雄 　　聲演　佐佐木博士
    - 陳森 　　聲演　某國大使（第5及第6集）
    - 甄錦華 　聲演　某國大使（第12及第13集）
    - 朱雪梅 　聲演　藤夫人
    - 翠碧 　　聲演　草田芳子
    - 馬淑逑 　聲演　中年婦女
    - 陳永信 　聲演　小田原
    - 吳惠玲 　聲演　佐佐木季子
    - 葉佳 　　聲演　梅希達
    - 吳忠泰 　聲演　春田
    - 莫佩雯 　聲演　女同學（第2集）／男孩子（第4集）／少女（第10集）
    - 陳慕賢 　聲演　護士（第2及第3集）／女秘書（第7集）／少女（第10集）
    - 李錦 　　聲演　月神會會員／貨車司機（第10集）／某國特務（第12集）
    - 甄錦華 　聲演　林偉
    - 陳森 　　聲演　井上次雄
    - 陳永信 　聲演　木村信
    - 陳永信 　聲演　鈴木（弟）
    - 甄錦華 　聲演　鈴木（兄）
    - 陳永信 　聲演　山根勤二
    - 盧雄 　　聲演　齊飛爾將軍
    - 陳森 　　聲演　史蒂少校
    - 陳永信 　聲演　皮福（小納爾遜）

- 大陸廣州電台於2004年起以粵語首播衛斯理廣播劇，由主播講出《藍血人》故事，合共28集。
  - 主播: 吳克

### 電影
- 香港電影《衛斯理藍血人》（The Wesley's Mysterious File）於2002年上映。
  - 導演: 劉偉強
  - 演員表：
    - 劉德華 　飾演　衛斯理
    - 舒淇 　　飾演　白素
    - 關芝琳 　飾演　方天涯
    - 張耀揚 　飾演　白奇偉
    - 鄭浩南 　飾演　獲殼衣毒間
    - 黃佩霞 　飾演　獲殼衣毒間

  - 電影預告

### 漫畫
- 香港漫畫家利志達發表衛斯理《藍血人》漫畫
  - 出版社：晨星出版社

- 於倪震監製的衛斯理改編漫畫衛斯理Z中，方天被改成來自一個名叫深藍的星球，而且更啟發衛斯理尋找「道」的源頭，在地球上的道稱為「玄道」，而在深藍上的道則稱為「藍道」。根據該漫畫，藍道比玄道高級。

## 相關書目
- 《回歸悲劇》

| 前任者： 005 真菌之毀滅   | 衛斯理系列（按編號） 006                                              | 繼任者： 007 回歸悲劇         |
| 前任者： 妖火、真菌之毀滅 | 衛斯理系列（按連載時序） 1964年8月5日至1965年2月19日 （包括回歸悲劇） | 繼任者： 透明光、真空密室之謎 |